# Metileugenol
Metileugenol (também conhecido por alilveratrol ou allylveratrol) é um fenilpropeno que quimicamente é um éter metilado do eugenol, um tipo de composto da família dos fenilpropanoides encontrado em diversos óleos essenciais.